# Agrostis delicatula
Agrostis delicatula là một loài thực vật có hoa trong họ Hòa thảo. Loài này được Pourr. ex Lapeyr. mô tả khoa học đầu tiên năm 1818.